# Будник, Андрей Сергеевич
Андре́й Серге́евич Бу́дник (2 февраля 1953 — 10 августа 2018) — советский, российский дипломат. Чрезвычайный и полномочный посол (2018).

## Биография
Окончил МГИМО МИД СССР (1975). Владел английским языком и хинди. На дипломатической работе с 1978 года.
- В 1978—1984 годах — атташе, третий секретарь Посольства СССР в Индии.
- В 1990—1992 годах — советник Посольства СССР (с 1991 — России) в Индии.
- В 1995—1999 годах — генеральный консул России в Мумбаи (Индия).
- С апреля 2001 по август 2004 года — заместитель директора Третьего департамента Азии МИД России.
- С августа 2004 по октябрь 2008 года — заместитель директора Второго департамента Азии МИД России.
- С 30 сентября 2008 по 14 декабря 2013 года — чрезвычайный и полномочный посол России в Пакистане[1][2].
- В 2013—2015 годах — заместитель директора Второго департамента Азии МИД России.
- С 14 сентября 2015 по 10 августа 2018 года — чрезвычайный и полномочный посол России в Непале[3].

## Дипломатический ранг
- Чрезвычайный и полномочный посланник 2 класса (17 апреля 1998)[4].
- Чрезвычайный и полномочный посланник 1 класса (21 октября 2010)[5].
- Чрезвычайный и полномочный посол (13 июня 2018)[6].

## Семья
Был женат, имел сына и дочь.